# باغ‌های بهائی حیفا

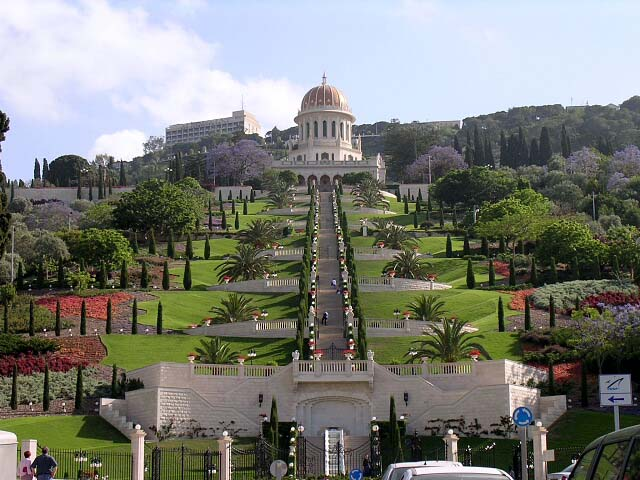
مقام اعلی و باغ‌هایش

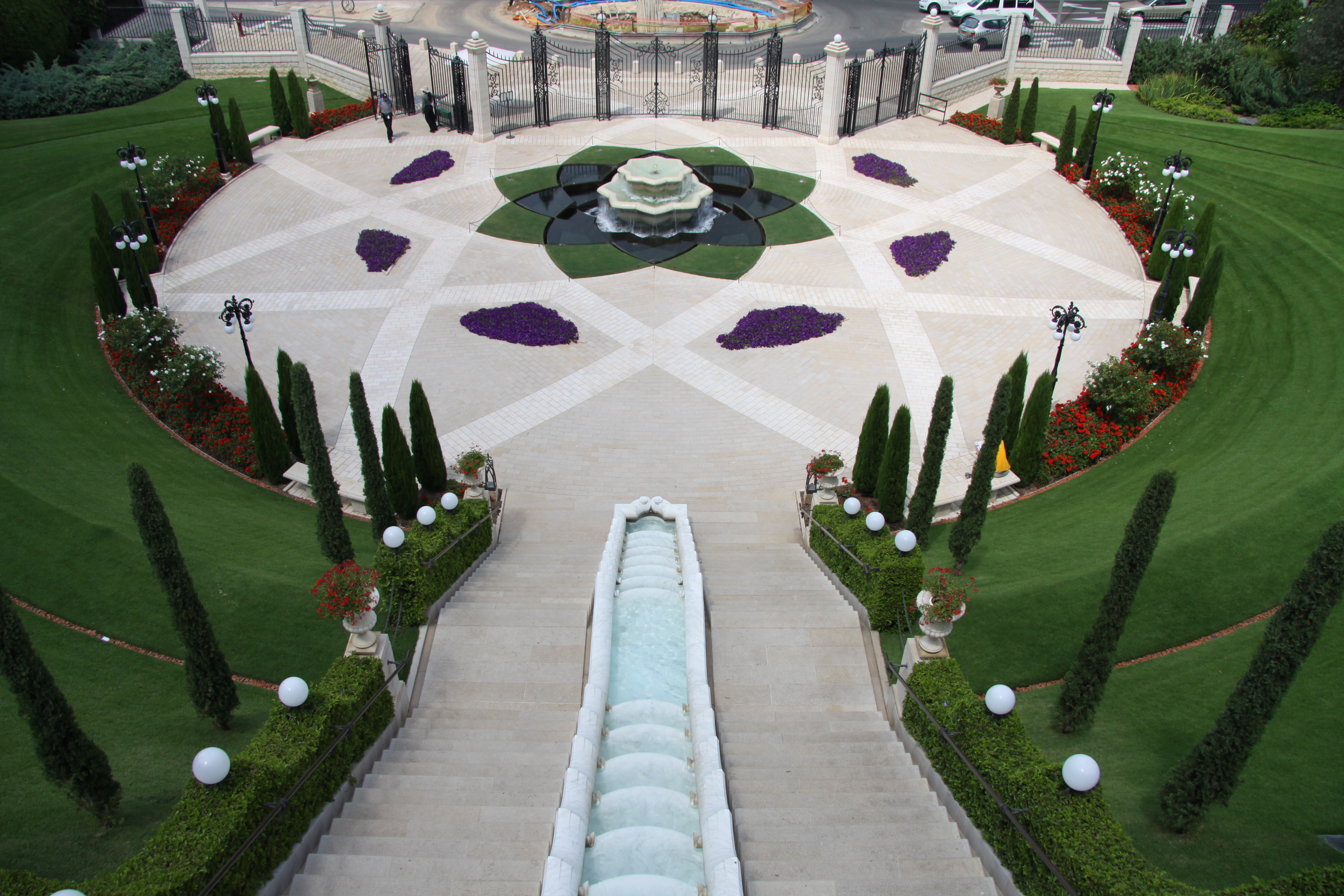
ورودی باغ از بالا

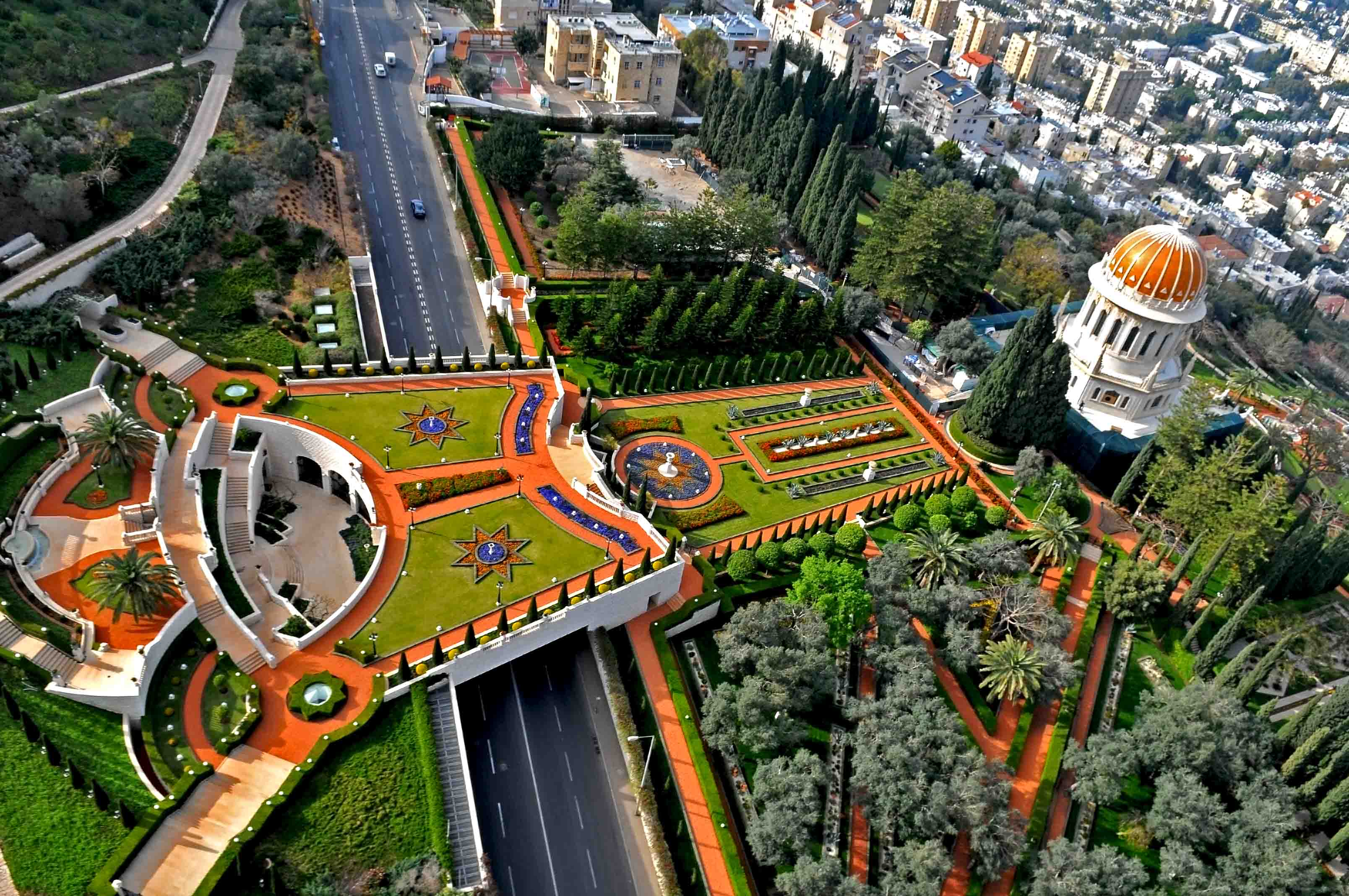
نمای هوایی از تراس پل در پشت مقام اعلی

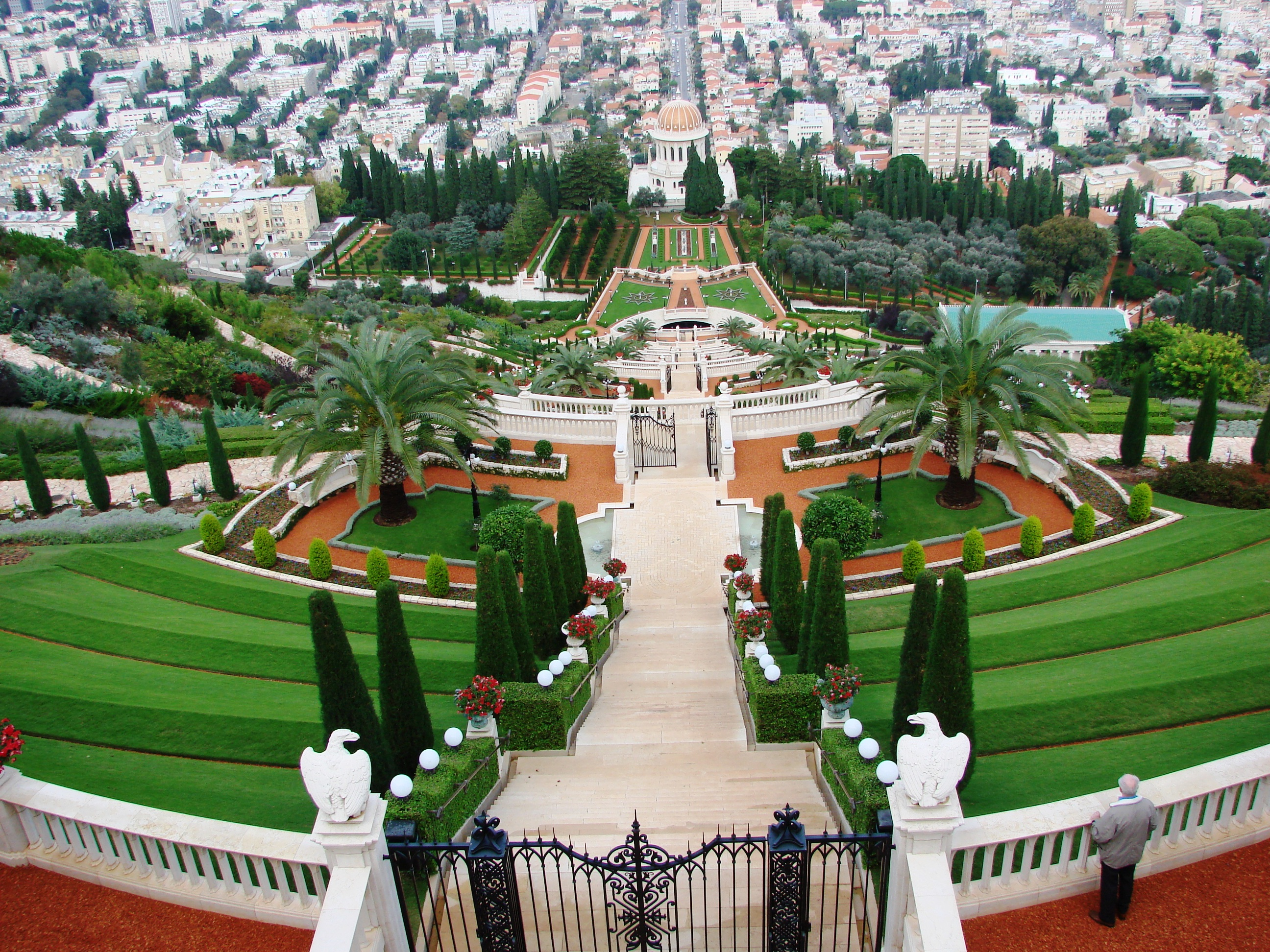
نمای رو به پایین از تراس بالا

باغ‌های بهائی حیفا یا باغ ایرانی، باغ‌هایی پلکانی پیرامون مقام اعلی (آرامگاه باب) در کوه کرمل در شهر حیفا واقع در شمال اسرائیل هستند. در این باغ، باب پیامبر بابیان دفن شده و پس از روضه مبارکه (آرامگاه بهاءالله)، دومین مکان مقدّس بین بهائیان به‌شمار می‌آید.
معمار این باغ مهندس ایرانی، فریبرز صهبا است و در کنار اماکن مقدس بهایی در غرب الخلیل در فهرست میراث جهانی یونسکو قرار دارد و یکی از پر بازدیدترین جاذبه‌های گردشگری در اسرائیل است.